# محمد کامارا (بازیکن فوتبال، زاده ۱۹۹۷)

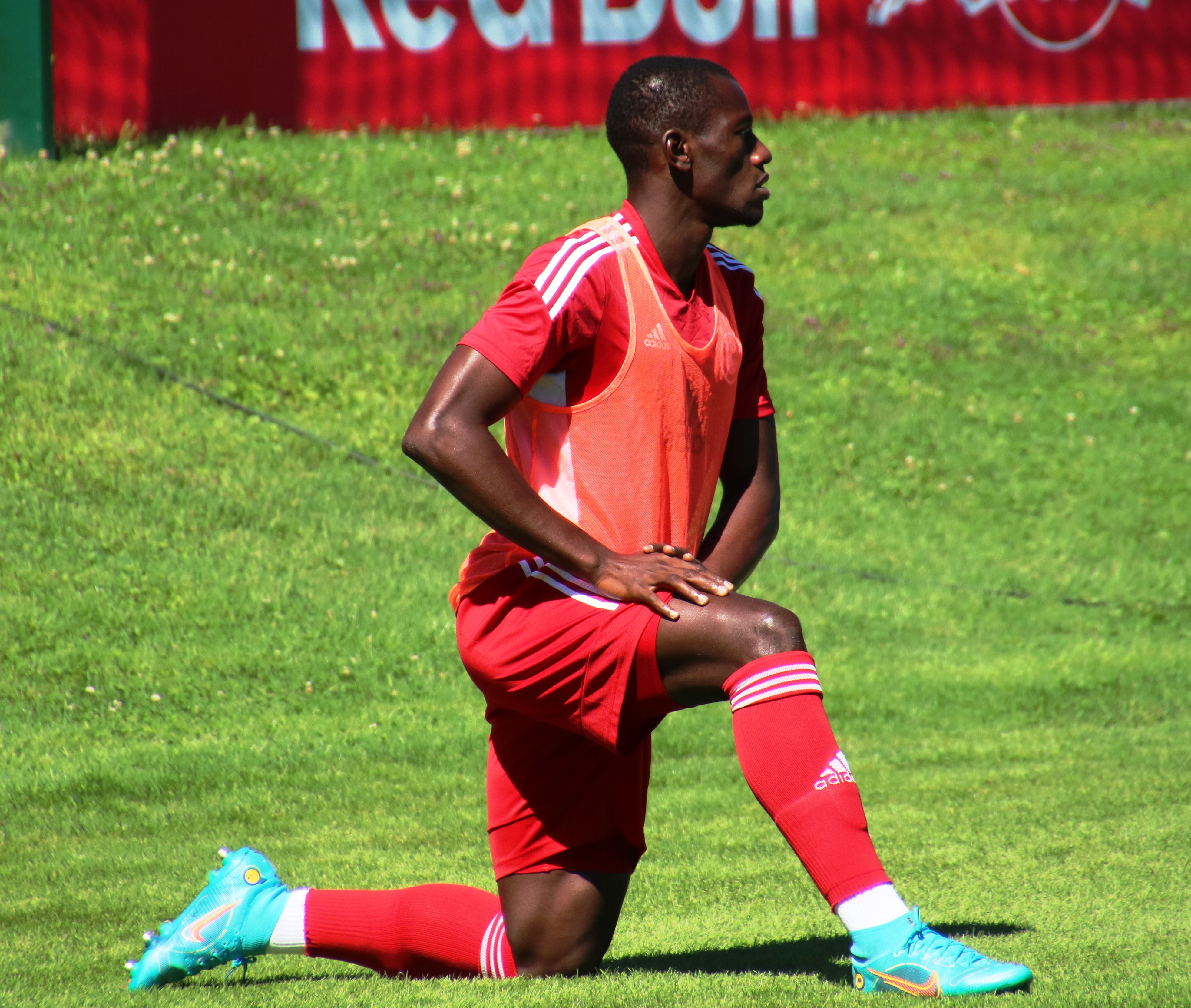
محمد کامارا - ۲۰۲۲

محمد کامارا (انگلیسی: Mohamed Camara؛ زادهٔ ۲۸ فوریهٔ ۱۹۹۷) بازیکن فوتبال اهل گینه است.